# Панцер VI Тигар
Панцер VI Тигар је био немачки тешки тенк који се налазио у употреби од 1942. до 1945. године.

## Развој
Како је било протекло више од 7 година од почетка градње новог тенка, маја 1941. године Хитлер издаје наредбу за изградњу новог немачког тенка који је требало да наследи Панцер III и Панцер IV. На Хитлеров рођендан 20. априла 1942. године фабрике Порше и Хеншел су представиле своје прве прототипове. Обе компаније су представиле своје прототипе. Порше је свој прототип Панцер VI Тигра назвао VK 3001(P), док је Хеншел представио два прототипа: VK 3001(H) и
VK 3601(H). У јулу исте године прихваћен је Хеншелов модел након чега почиње његова производња под именом Панцер VI Тигар.

## Прототипови

### VK 3001(P)
VK 3001(P) је био Поршеов прототип тенка Панцер VI Тигар(P) (Скраћеница за Порше). Он је као и VK 3601(H) био немачки средњи тенк.

#### Развој
Давне 1937. године, заједно са Хеншелом, Порше је добио задатак да направи средњи тенк који би заменио тадашњи тенк Панцер IV. Дизајн његове куполе је могао да подржи тј. буде наоружан са: 75mm топом L/24, или чак ако је могуће са 105mm топом L/28 и једним споредним митраљезом 7.92mm MG34 за одбрану од пешадије. VK3001(P) је био Поршеов први дизајн још од Грострактора I из 1927. године и њихови нацрти су били завршени 5. септембра 1939. године од стране Поршеовог шефа инжињера Карла Рабеа.
Прототипови су требало да одговарају куполама које је произвео Круп. Порше је мислио да возило треба да користи 105 милиметарски топ KwK L/47, 105 милиметарски топ KwK L/52 и најзад 88 милиметарски топ KwK 36 L/56 (развијен из 88 милиметарског топа Flak 36).. Шест купола наоружаних са 88 милиметарским топовима су послате у априлу 1941. године, али нису биле произвођене. Купола тенка Леопард је била слична у погледу као она која се користила на тенку Панцер VI Тигар(P) and Панцер VI Тигар.
Порше је планирао да VK3001(P) покреће мотор са гасно-електричним снага /погон системом (два ваздушно хлађена Поршеова мотора Тип 100 са Стејр елекртичном трансмисијом). Само један или два прототипа без куполе су израђена од стране у Сент Валентину у Аустрији у касном делу октобра 1941, док су 3 куполе испоручене. Међутим, многи проблеми су настали са његовом напредном снагом и возачким системом, али је прототип направљен прилично добро. Током теста прототипа, када су они достигли максималну брзину од 60 километара на сат, његова потрошња се изразила у потрошена 170 литара горива на 100 километара.
У покушају да се реше проблеми са моторима, Порше је дизајнирао дизел-мотор , али он никада није произведен.
VK3001(P) програм је био напуштен и два прототипа су била коришћена само за развој прототипа тенка VK4501(P) - Поршеовог будућег Тигра II, започет јула 1941. У сврси да транспортују тенк VK3001(P), Порше је дизајнирао специјални теретни тенк, али и овај пројекат је такође напуштен. Тестови су настављени до маја 1942, али VK3001(P) никада није отишао у производњу као VK3001(H) и VK3601(H).

## Карактеристике
Основна идеја око које је пројектован нови тенк била је да се у његову куполу постави прослављени немачки против-авионски топ калибра 88 mm који се показао и као одлично оруђе за борбу против савезничких тенкова. Како се са развојем започело пре немачког негативног искуства са совјетским Т-34 тенковима, нови немачки тенк је имао вертикалан оклоп, за разлику од Панцера V, што је било надокнађено дебљином оклопа од 100 mm. Топ је уништавао погођене циљеве на удаљености од 2 km тако да противник није успевао да му се приближи довољно да би га уништио.
Због високе цене израде Панцера VI који је тежио 56 тона направљено је само 1355 примерака, што износи око 25% од укупне производње тенка Панцера V који је ушао у серијску производњу 6 месеци касније. Тај проблем ипак није спречио Немачку да у још каснијој фази рата започне с пројектовањем и производњом још тежег наследника, Панцера VIб Краљевског тигра. Црвена армија није хтела да користи заробљене примерке овога тенка због његових сталних механичких проблема.

## Борбена употреба
У борби Тигар је требало да се користи у склопу специјалних тешких тенковских батаљона који би у свом саставу имали 30 тенкова овог типа и који би били под директном командом штаба армије или корпуса. Ово је углавном спроведено у пракси али су неке немачке оклопне дивизије, углавном СС, имале своје оклопне батаљоне наоружане Тигровима.
Ватрено крштење овај је тенк имао у касно лето 1942. године код Лењинграда када доживљава дебакл због механичких кварова насталих због потпуног изостанка тестирања.

### Источни фронт
Прва немачка јединица која је употребила Тигрове у борби била је I чета 502. тешког тенковског батаљона. Током августа 1942. године, четири Тигра I чете употребљена су у борбама око Лењинграда. Првог дана њиховог ангажовања, из строја су избачена сва четири Тигра, иако су три касније извучена са бојишта и поправљена. Узроци оваквог неуспеха углавном се могу приписати лошем терену. Шумовити и мочварни терен онемогућио је правилну употребу тешких тенкова и пружио је совјетским артиљерцима одличну прилику да дејством са добро скривених положаја зауставе немачки напад. Иако су сви Тигрови избачени из строја у само једном дану, ни на једном тенку оклоп није био пробијен.
I чета ће касније доказати вредност новог тешког тенка, за време тешких одбрамбених борби које су вођене током четири месеца 1943. године, колико је трајала совјетска офанзива. Од укупног броја уништених совјетских тенкова, Тигровима се приписује 25%. Овај проценат добија на значају ако се има у виду да током читавог овог периода I чета није истовремено имала више од седам исправних Тигрова са којима је могла да се супротстави непријатељу.

### Северна Африка
Много више успеха имао је на западном ратишту током битке за Тунис почетком 1943. године када је изазивао ужас међу Американцима и Британцима. Извештаји Савезника говоре о потпуној немоћи савезничких тенкова према Тигру, односно да је потребно 5 тенкова Шерман који морају у ширини напасти Тигра како би један од њих дошао довољно близу и можда га уништио. Из таквих напада у најбољем се случају враћао само један Шерман.

### Нормандија
101. СС тешки тенковски батаљон, опремљен тенковима типа Тигар, упућен је у Нормандију одмах по савезничком искрцавању али је због константних напада из ваздуха, тамо стигао тек 12. јуна. Придодат је I СС корпусу и распоређен је западно од Кана.
Већ следећег дана, 2. чета 101. тешког тенковског батаљона, под командом СС-оберштурмфирера Михаела Витмана, ступила је у борбу. Због наглог повлачења немачке 352. пешадијске дивизије, у немачком распореду отворила се рупа између I СС и XVLII корпуса, код малог француског градића Вијер-Бокаж. Увидевши прилику, главнокомандујући британских снага фелдмаршал Монтгомери наредио је 7. оклопној дивизији да заузме Вијер-Бокаж и својим даљим наступањем угрози леви бок Панцер Лер дивизије и 12. СС оклопне дивизије „Хитлерјугенд“.
13. јуна, у јутарњим часовима 22. оклопна бригада из састава британске 7. оклопне дивизије, заузела је Вијер-Бокаж. Бригада је наставила наступање јужно од града, али је на први знак непријатељске ватре колона заустављена на путу. Осматрајући ситуацију из оближње шуме, Витман је правилно закључио какву опасност представља британски продор. Одмах је у свом тенку извршио насилно извиђање у правцу града и у краћем окршају у самом граду, уништио је четири британска тенка типа Кромвел, а затим се повукао на почетни положај.
Предводећи Тигрове II чете и Панцере IV из састава Панцер Лер дивизије, Витман је напао британску колону. Возећи паралелно са британском колоном, крећући се у правцу ка граду, немачки тенкови уништавали су све пред собом. Током ове акције, Витману је приписано уништење 23 британска оклопна возила од укупно 20 Кромвела, 4 Шермана Фајерфлај, 3 Стјуарта, 3 артиљеријска тенка за осматрање, 16 Брен транспортера, 14 М3 полугусеничара и два противтенковска топа од 6 фунти. Погинула су 62, а заробљено је преко 100 британских војника.
У наставку борби у самом граду, Витманов тенк и пратећи Тигар погођени су бочном ватром британских противтенковских топова и избачени су из строја. Витман и чланови његове посаде преживели су напад и вратили су се пешке 7 км до штаба Панцер Лер дивизије. Добивши наређење да настави са нападом, Витман се у новом Тигру вратио у борбу предводећи преостале Тигрове из I чете и Панцере IV. Међутим, због јаког британског отпора у самом граду, немачки тенкови су се повукли и препустили борбу пешадији.
У 17.00 часова, британска 22. оклопна бригада повукла се из Вијер-Бокажа. Немци су наставили са нападима следећег дана, због чега је Монтгомери, у страху да ће његова елитна 7. оклопна дивизија бити опкољена и уништена, наредио њено потпуно повлачење. У сумрак 14. јуна, 7. оклопна дивизија повукла се на почетне положаје са којих је два дана раније кренула у напад.
За ову акцију, Адолф Хитлер одликовао је Михаела Витмана мачевима за Витешки крст.
На Источном фронту остао је записан догађај у којем је један Тигар напао педесетак тенкова Т-34 и уништио их више од двадесет, вративши се у базу након што је остао без муниције. Црвена армија сматрала је да Тигра понекад може уништити Т-34 (зависи од тога у који га део погоди) пуцајући из највеће близине или класичним камиказе нападом током којег се Т-34 забијао у Тигра само да би убрзо оба изгорела. У бици код Курска, од 181 тенка типа Тигар, Црвена армија је успела да уништи само 34 тенка.
Марта 1945. године на фронтовима (Западни, Источни и фронт у Италији) било је још 185 тенкова.
Једини немачки савезник који је користио тенкове Тигар, била је Мађарска и то три комада.

### Производња
| Производња тенкова Tигар. |      |      |      |      |     |     |     |      |      |      |      |      |        |
|                           | Јан. | Феб. | Март | Апр. | Мај | Јун | Јул | Авг. | Сеп. | Окт. | Нов. | Дец. | Укупно |
| 1942                      |      |      |      | 1    |     |     |     | 8    | 3    | 10   | 21   | 34   | 77     |
| 1943                      | 35   | 32   | 41   | 46   | 50  | 60  | 65  | 60   | 85   | 50   | 56   | 67   | 647    |
| 1944                      | 93   | 95   | 86   | 104  | 100 | 75  | 64  | 6    |      |      |      |      | 623    |

Укупно за период од априла 1942 до августа 1944 године било је направљено 1347 (по другим подацима 1354) танкова «Тигар I».

## Пренамене

### Фердинанд/Елефант
Прва пренамена употребљавана у борби је био ловац тенкова Фердинанд касније преименован Елефант (слон) за чију основу су послужило 90 шасија које је направио Порше за случај споре производње Хеншелове варијанте. Одлучено је да се на задњи део тенка угради фиксна купола с побољшаним топом од 88 мм ПаК 43/2 Л/71, предњи оклоп је повећан са 100 на 200мм.
На први произведеним верзијама направљен је банални пропуст и није уграђена стандардни митраљез 7,9мм за заштиту од пешадије. Тај пропуст се показао кобним у бици код Курска где је совјетска пешадија с лакоћом прилазило металном чудовишту и уништавало га молотовљевим коктелима и другим приручним средствима - у очајној самоодбрани посаде су чак пуцале митраљезом кроз цев топа.
О учинковости против непријатељског оклопа најбоље говори податак да је један батаљон за време битке код Курска уништио 320 совјетских тенкова уз губитак 13 Фердинанда. Пуно више Фердинанда је изгубљено услед механичких кварова, а неколико се чак и запалило због цурења горива.

### Штурмпанзер VI
Направљено је само 18 ових јуришних топова на шасијама оштећених Тигрова. За наоружање је изабран поморски минобацач од 380mm Штурммерзер RW61 L/5.4. Потреба за оваквим оружјем се појавила након стравичних губитака немачке пешадије у Стаљинграду где тадашњи немачки тенкови и јуришни топови нису били у стању пружити довољно јаку ватрену подршку која би неутрализирала совјетска упоришта. Оклоп је повећан на 150mm, а маса возила се попела на 68 тона. С обзиром да у тренутку њиховог уласка у употребу немачка војска је била у дефанзиви нису видели превише акције, два су учествовала у гушењу Варшавског устанка, а седам је коришћено у Арденима.

### Бергетигер
Овај покушај пренамјене како би се добио Тигар који може извући другог оштећеног Тигра се показао као неуспешан.